# Randall (Wisconsin)
Randall es un pueblo ubicado en el condado de Kenosha en el estado estadounidense de Wisconsin. En el Censo de 2010 tenía una población de 3.180 habitantes y una densidad poblacional de 88,59 personas por km².

## Geografía
Randall se encuentra ubicado en las coordenadas 42°32′33″N 88°12′55″O / 42.54250, -88.21528. Según la Oficina del Censo de los Estados Unidos, Randall tiene una superficie total de 35.9 km², de la cual 34.2 km² corresponden a tierra firme y (4.72%) 1.69 km² es agua.

## Demografía
Según el censo de 2010, había 3.180 personas residiendo en Randall. La densidad de población era de 88,59 hab./km². De los 3.180 habitantes, Randall estaba compuesto por el 98.08% blancos, el 0.19% eran afroamericanos, el 0.16% eran amerindios, el 0.41% eran asiáticos, el 0% eran isleños del Pacífico, el 0.5% eran de otras razas y el 0.66% pertenecían a dos o más razas. Del total de la población el 2.64% eran hispanos o latinos de cualquier raza.